# تنبالت
النبالة السوسية أو «تنبالت/تنبلت» هي نوع من الدمالج السوسية التي تزين بها المرأة الأمازيغية يدها في سوس بالمغرب؛ وتصنع هذه الدمالج الأمازيغية الفاخرة من النقرة أي الفضة وتزين بالأحجار الكريمة، كما يختلف شكلها ولونها من قبيلة إلى أخرى، وهي تدل حسب شكلها ونقوشها على القبيلة التي تنتمي لها المرأة التي تتحلى بها.

## أصل الكلمة

المتحف الوطني للفن الأفريقيمُؤَسَّسة سميثسونيان -براسيليت من المغرب -أوائل القرن العشرين -

تنبالت هي كلمة أمازيغية الأصل تعني الدملج، وجمعها هي «تنبالين» (أي مجموعة دمالج)، ويوجد في جانب «النبالة السوسية» قفل ييسر إرتداءها، ويقابلها عند نساء جبال الأطلس المتوسط تنبالين (نبالة الأطلس المتوسط).